# Darja Witaljewna Pischtschalnikowa
Darja Witaljewna Pischtschalnikowa (russisch Дарья Витальевна Пищальникова, engl. Transkription Darya Pishchalnikova; * 19. Juli 1985 in der Oblast Astrachan) ist eine ehemalige russische Diskuswerferin. Sie wurde als Wiederholungstäterin wegen anhaltender Dopingvergehen 2012 für zehn Jahre gesperrt.

## Karriere
Die Vizejugendweltmeisterin von 2001 und Vizejuniorenweltmeisterin von 2004 gewann 2005 bei den U23-Europameisterschaften mit 59,45 m Silber hinter der Deutschen Sabine Rumpf.
2006 wurde sie mit 64,24 m beim Europacup Zweite hinter der deutschen Konkurrentin Franka Dietzsch. Bei den Europameisterschaften 2006 in Göteborg warf sie mit 65,55 m persönliche Bestleistung und siegte vor Franka Dietzsch und der Rumänin Nicoleta Grasu. Beim Weltcup belegte sie mit 61,39 m den vierten Platz.
Bei den U23-Europameisterschaften 2007 warf Pischtschalnikowa 64,15 m und belegte Platz 2 hinter der Ukrainerin Kateryna Karsak. Einen Monat später steigerte sie bei den Weltmeisterschaften 2007 in Osaka mit 65,78 m ihre persönliche Bestleistung und gewann Silber hinter Franka Dietzsch.
Pischtschalnikowa hatte bei einer Körpergröße von 1,89 m ein Wettkampfgewicht von 95 kg. Ihr älterer Bruder Bogdan Pischtschalnikow hat im Diskuswurf eine Bestweite von 64,19 m.

## Doping
Eine Woche vor Beginn der Olympischen Spiele 2008 in Peking wurde sie wegen Verstoßes gegen die Anti-Doping-Richtlinien vorläufig von der IAAF gesperrt. Ihr und sechs weiteren russischen Athletinnen war aufgrund von DNA-Analysen vorgeworfen worden, bei Dopingtests in betrügerischer Absicht Urin anderer Personen abgeliefert zu haben. Im Juli 2009 entschied der Internationale Sportgerichtshof CAS in Lausanne, dass die verhängte Dopingsperre bis zum 3. September 2010 dauert. Da die dafür herangezogenen Dopingproben aus dem Frühjahr 2007 stammten, wurde Pischtschalnikowa gleichwohl die Silbermedaille bei den Weltmeisterschaften 2007 aberkannt. Die Sperre wurde von der IAAF bis April 2011 verlängert.
Am 20. November 2012 wurde in Lausanne die B-Probe eines weiteren Dopingtests geöffnet. In ihr fand sich – wie bereits in der A-Probe – das anabole Steroid Oxandrolon. Die beiden Proben waren rund zwei Wochen im Vorfeld der Olympischen Spiele 2012 abgenommen worden. Für dieses Dopingvergehen wurde sie als Wiederholungstäterin für zehn Jahre gesperrt. Eine bei den Olympischen Spielen 2012 in London erhaltene Silbermedaille wurde ihr daraufhin aberkannt und die chinesische Konkurrentin Li Yanfeng zur Olympiazweiten gekürt.